# 羅伯茨維爾 (新澤西州)
羅伯茨維爾（英語：Robertsville）是位於美國新澤西州蒙茅斯縣的普查規定居民點。

## 人口
根據2020年美國人口普查的數據，羅伯茨維爾的面積為15.32平方千米，當中陸地面積為15.29平方千米，而水域面積為0.03平方千米。當地共有人口11399人，而人口密度為每平方千米744.06人。